# Droga krajowa nr 156 (Kostaryka)
Droga krajowa nr 156 (hiszp. Ruta Nacional Secundaria 156/Ruta 156) – jedna z dróg krajowych w Kostaryce. Znajduje się ona w prowincji Alajuela.

## Opis
W prowincji Alajuela droga krajowa nr 156 przebiega przez kanton San Ramón (przez dystrykt San Rafael).